# Audi A6 (C9)
Audi A6 (C9) — шестое поколение Audi A6 (внутреннее обозначение Typ 4L). Производится с 2025 года.

## Описание
Шестое поколение Audi A6 дебютировало 4 марта 2025 года под названием Avant. Автомобили базируются на платформе PPC (Premium Platform Combustion), на которой также базируется Audi A5 (B10).
В марте 2023 года генеральный директор Audi Маркус Дюсманн подтвердил, что A4 будет переименован в A5, а A6 будет переименован в A7, так как ожидалось, что A4 e-tron и A6 e-tron будут выпускаться только в виде электромобилей. В феврале 2025 года это переименование было отменено.

## Технические характеристики
Автомобили Audi A6 (C9) длиной 5 метров, шириной 1,9 метра и высотой 1,47 метра поставляются на рынки с двумя бензиновыми (EA888 и EA839) и одним дизельным двигателем (EA288). Коробка передач — семиступенчатая, с двумя сцеплениями. Дополнительно имеется гибридная силовая установка (MHEV) напряжением 48 В. Объём багажника Audi A6 Avant составляет 503 литра (со сложенными спинками задних сидений — 1534 литра).

### Бензиновые двигатели
|                                                 | 2.0 TFSI                      | 3.0 TFSI                                |
| ----------------------------------------------- | ----------------------------- | --------------------------------------- |
| Годы производства                               | с 03.2025                     | с 03.2025                               |
| Тип двигателя                                   | Рядный                        | V-образный (угол наклона цилиндров 90°) |
| Модель двигателя                                | VW EA888                      | VW EA839                                |
| Привод распределительного вала                  | Цепь ГРМ                      | Цепь ГРМ                                |
| Впрыск топлива                                  | Непосредственный              | Непосредственный                        |
| Наддув                                          | Турбонаддув (VTG)             | Турбонаддув (VTG)                       |
| Напряжение бортовой системы                     | 48 В (MHEV+)                  | 48 В (MHEV+)                            |
| Цилиндров/клапанов                              | 4/16                          | 6/24                                    |
| Объём                                           | 1984 см³                      | 2995 см³                                |
| Мощность при об/мин                             | 150 кВт (204 л. с.)/4300—6300 | 270 кВт (367 л. с.)/5500—6300           |
| Крутящий момент при об/мин                      | 340 Н⋅м/2000—4000             | 550 Н⋅м/1700—4000                       |
| Привод                                          | Передний                      | Полный                                  |
| Трансмиссия                                     | 7-скор. S-tronic              | 7-скор. S-tronic                        |
| Масса (Avant)                                   | 1865 кг                       | 2075 кг                                 |
| Разгон, 0—100 км/ч (Avant)                      | 8,3 сек.                      | 4,7 сек.                                |
| Максимальная скорость (Avant)                   | 240 км/ч                      | 250 км/ч                                |
| Расход топлива (л/100 км) по циклу WLTP (Avant) | 7,1—8,0 л                     | 6,9—7,8 л                               |
| Выбросы CO2 (Avant)                             | 161—181 г/км                  | 156—177 г/км                            |
| Очистка выхлопных газов                         | Бензиновый сажевый фильтр     | Бензиновый сажевый фильтр               |
| Нормы выбросов                                  | Euro 6e                       | Euro 6e                                 |

### Дизельные двигатели
|                                                 | 2.0 TDI                       |
| ----------------------------------------------- | ----------------------------- |
| Годы производства                               | с 03.2025                     |
| Тип двигателя                                   | Рядный                        |
| Модель двигателя                                | VW EA288 evo                  |
| Привод распределительного вала                  | Ремень ГРМ                    |
| Впрыск топлива                                  | Common Rail                   |
| Наддув                                          | Турбонаддув                   |
| Напряжение бортовой системы                     | 48 В (MHEV+)                  |
| Цилиндров/клапанов                              | 4/16                          |
| Объём                                           | 1968 cм³                      |
| Мощность при об/мин                             | 150 кВт (204 л. с.)/3800—4200 |
| Крутящий момент при об/мин                      | 400 Н⋅м/1750—3250             |
| Привод                                          | Передний                      |
| Привод (опционально)                            | (Полный)                      |
| Трансмиссия                                     | 7-скор. S-tronic              |
| Масса (Avant)                                   | 2005 кг (2075 кг)             |
| Разгон, 0—100 км/ч (Avant)                      | 7,9 сек. (7,0 сек.)           |
| Максимальная скорость (Avant)                   | 241 км/ч (238 км/ч)           |
| Расход топлива (л/100 км) по циклу WLTP (Avant) | 5,0—5,7 л (5,1—5,9 л)         |
| Выбросы CO2 (Avant)                             | 130—148 г/км (135—154 г/км)   |
| Очистка выхлопных газов                         | Противосажевый фильтр         |
| Система очистки выхлопных газов                 | Катализатор (SCR)             |
| Нормы выбросов                                  | Euro 6e                       |